# KAMAZ-6282
KAMAZ-6282 — российский низкопольный электробус совместной разработки НЕФАЗ и КАМАЗ.

## История
В 2016 году первый опытный образец электробуса КАМАЗ-6282 поступил на тестовую обкатку в Москве и в Санкт-Петербурге. Осенью 2016 года на выставке «Bus World Russia» был представлен обновлённый предсерийный образец электробуса, поступивший со следующего года в эксплуатацию на регулярные маршруты Подмосковья.
В 2018 году выпуск электробусов КАМАЗ-6282 и ЛиАЗ-6274 для города Москвы производится в одной цветовой гамме, с однотипной рестайлинговой маской кабины 
и логотипом Мосгортранса.

Фотогалерея
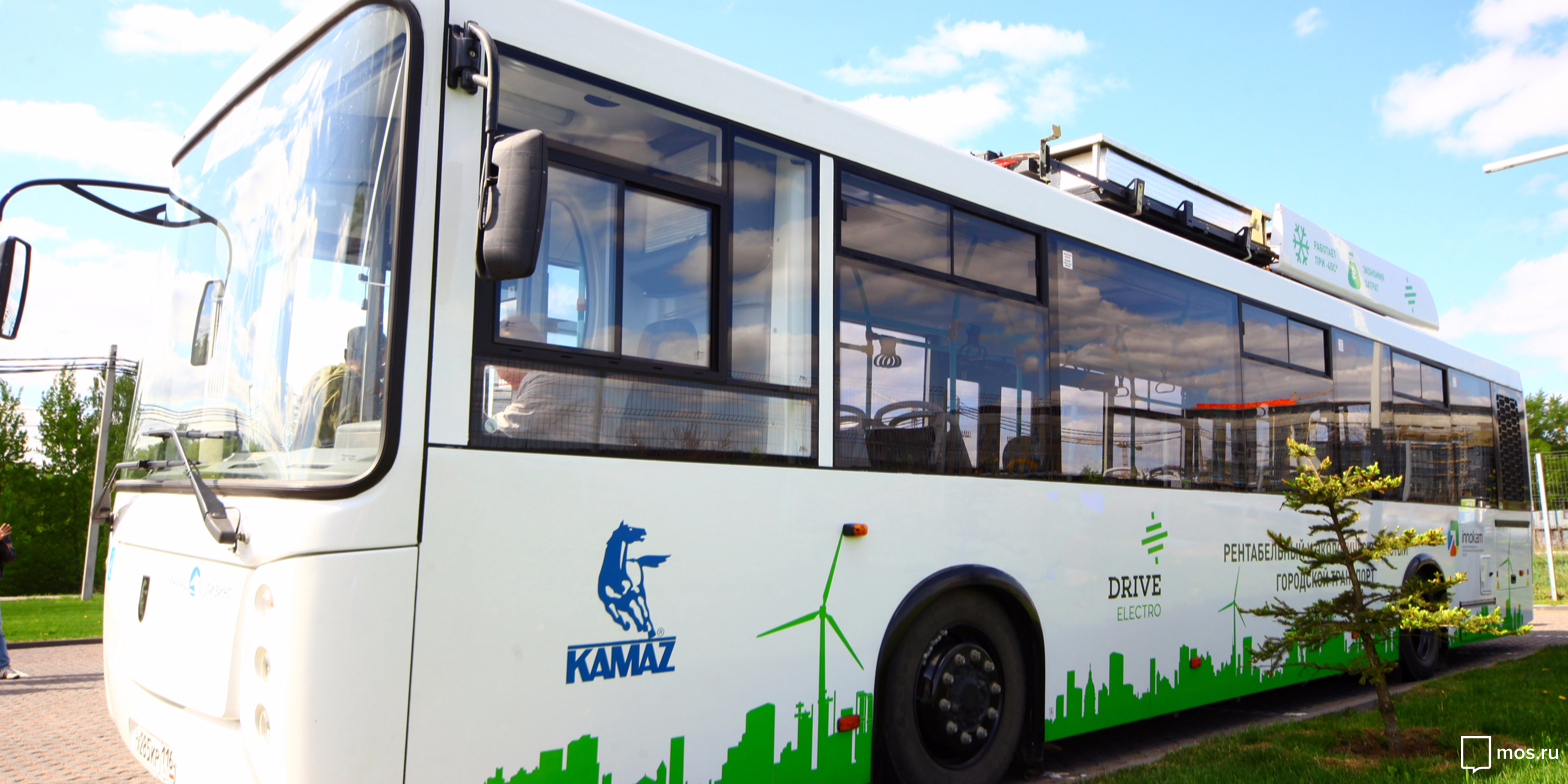
Опытный KAMAZ-6282 образца 2016 года
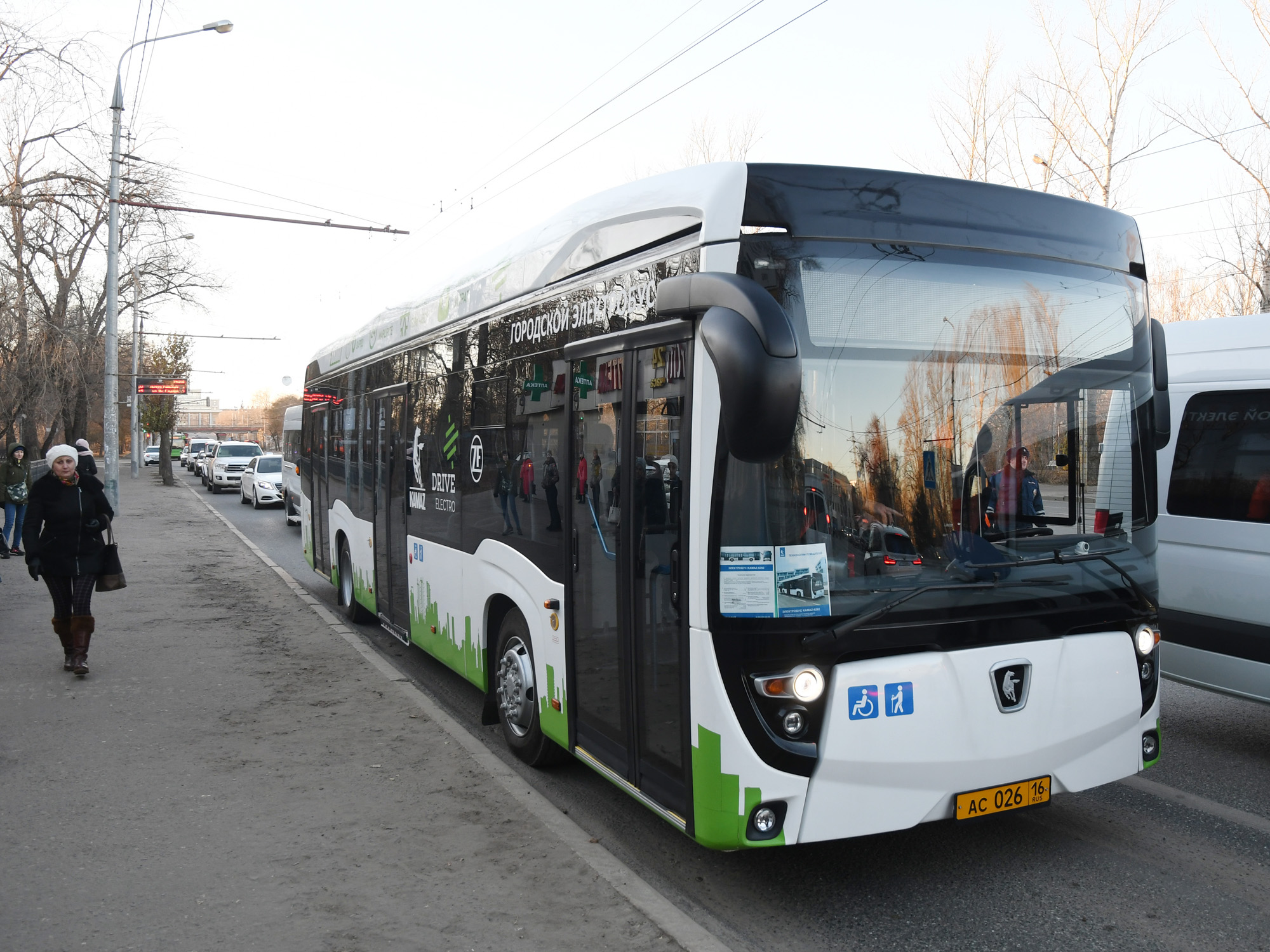
Первый серийный образец KAMAZ-6282 на презентации в Казани (2018)
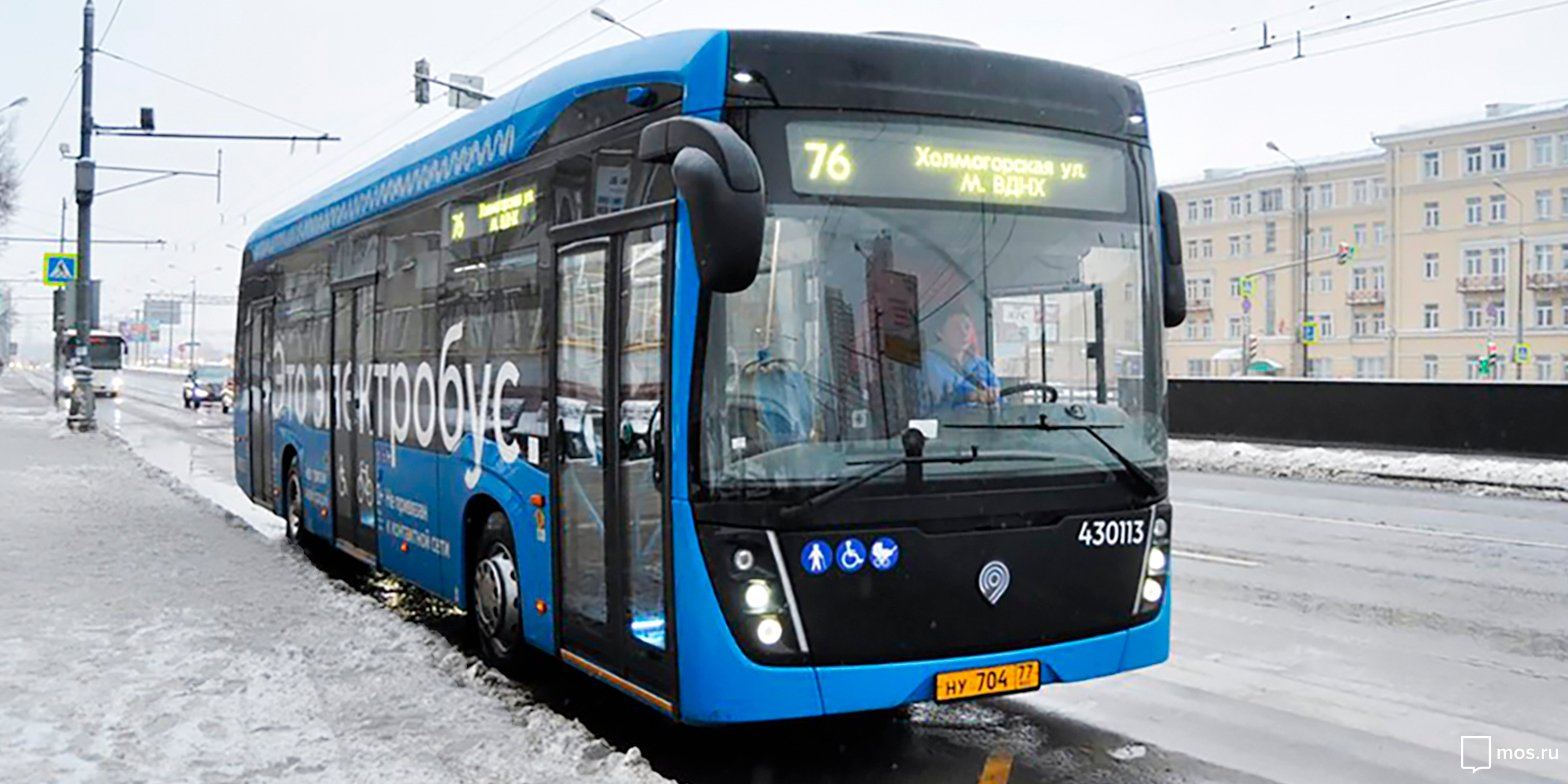
KAMAZ-6282 в Москве, рестайлинг 2018 года

## Описание
Электробус оснащён двумя асинхронными электродвигателями, расположенными в электропортальном мосту производства ZF. Максимальная скорость составляет 70 км/ч. Оснащён тремя маршрутоуказателями в передней, по правому борту и задней частях электробуса. Дополнительно (по заказу Москвы) устанавливается маршрутоуказатель-монитор с отображением оставшихся остановок в пути. Электробус двухосный, задние колёса ведущие. Передняя подвеска независимая, пневматическая с системой электронного управления и функцией наклона корпуса. Задняя подвеска зависимая, пневматическая. Тормозная система механическая, дисковая, вспомогательное торможение сопряжено с электродвигателем и оснащено системой рекуперации энергии в ТАБ.

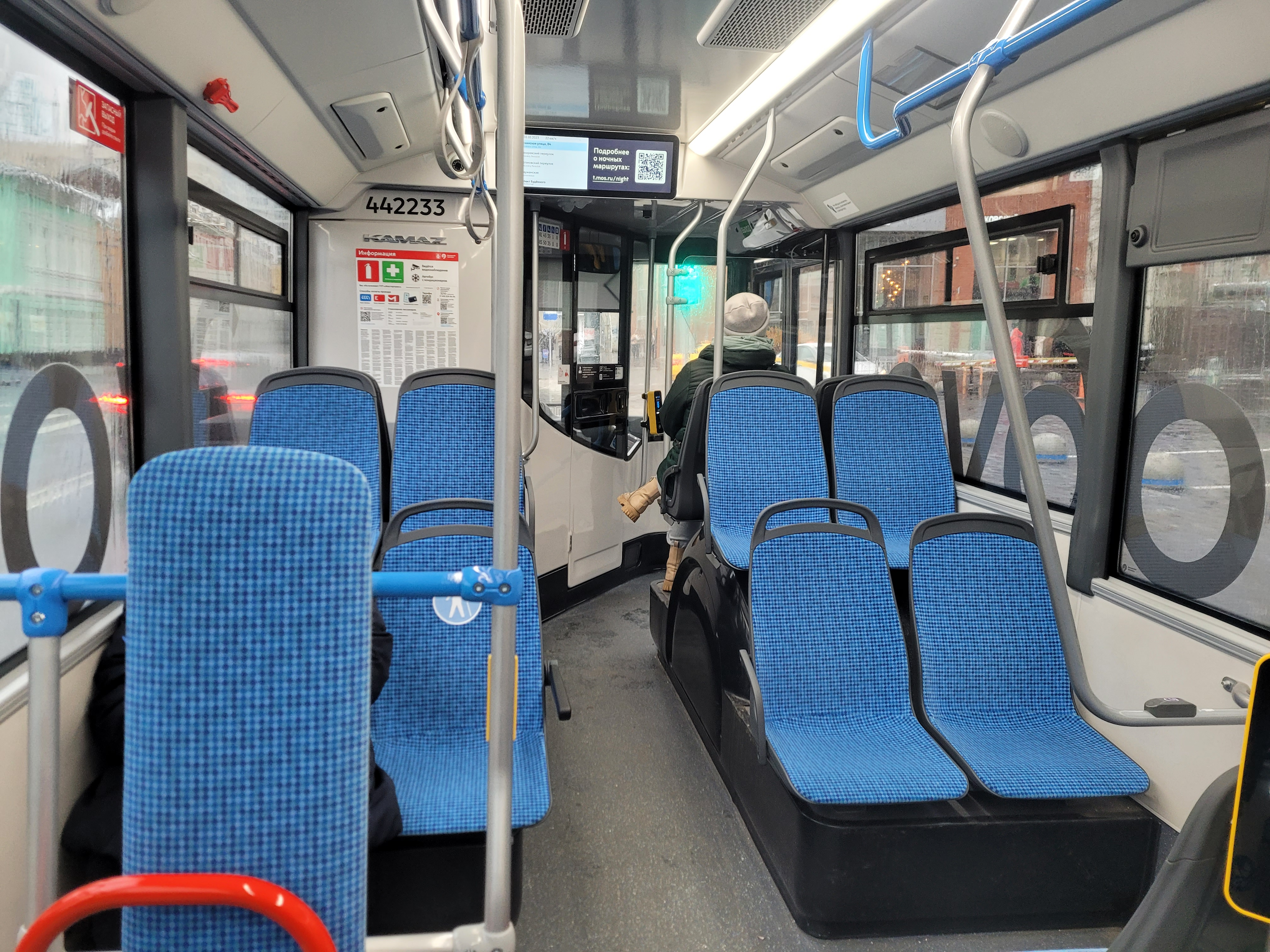
Салон

Электробус имеет три двери для посадки и высадки пассажиров. В салоне имеется 33 сидячих места. Сиденья антивандальные, пластиковые. В накопительной площадке предусмотрено место для инвалидов, на средней двери установлена откидная аппарель и рядом справа кнопка для вызова водителя. Остекление электробуса тонированное, лобовое стекло панорамное, вклеенное. Водительское место регулируемое, пневматическое.

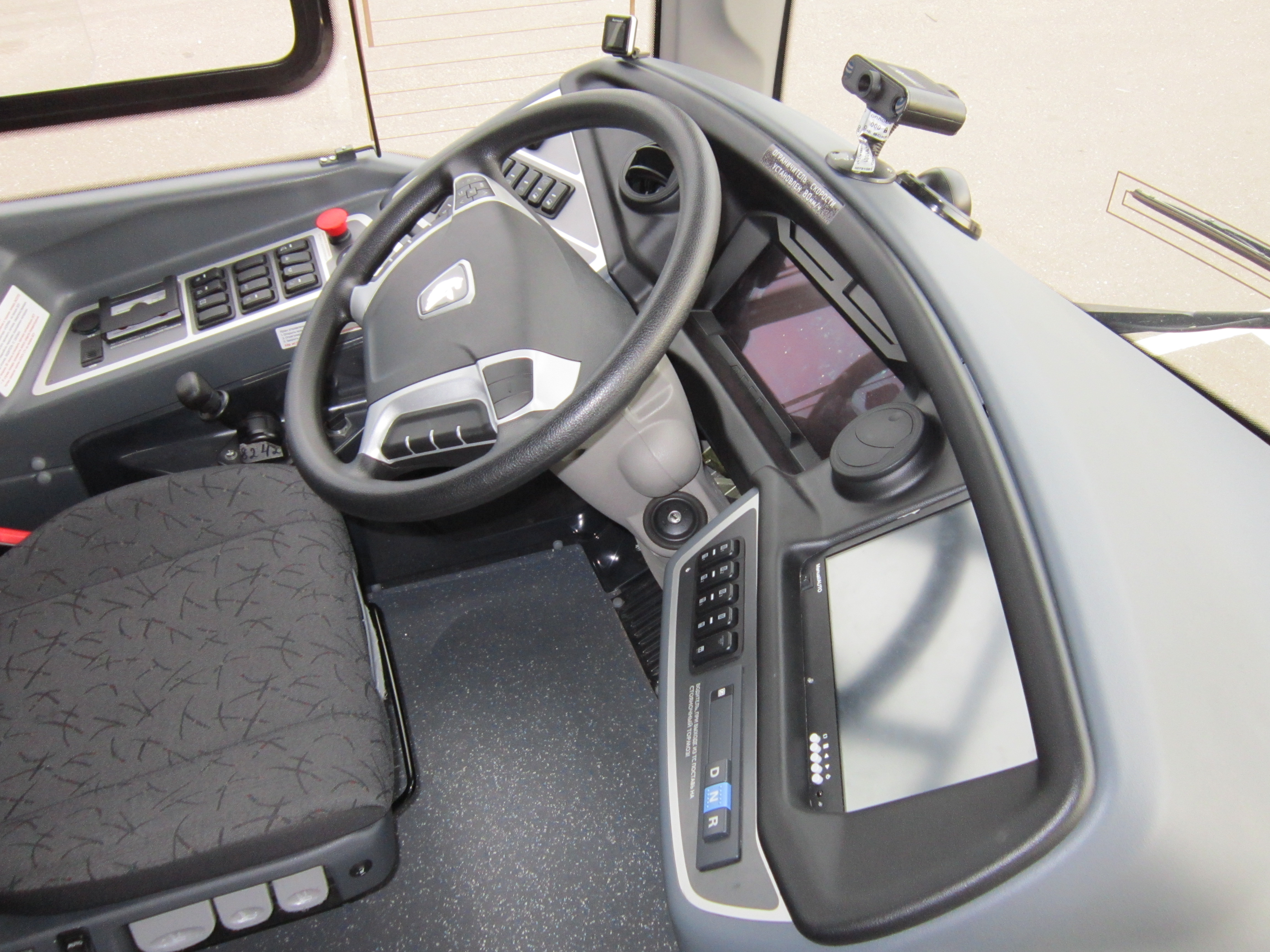
Кабина

## Аккумуляторы
Электробус снабжается литий-титанатными аккумуляторами. Особенности аккумуляторов этого типа — очень большое количество циклов заряда-разряда (производитель заявляет 20000 циклов), возможность работы при низких температурах (до −40 °C), и возможность сверхбыстрой зарядки (вплоть до 6 минут). Ёмкость батареи составляет 80 кВт*ч, пробег на одной зарядке до 70 км. На конечных станциях установлены зарядные станции, на которых заряжаются электробусы (зарядка до 80 % занимает 20 минут).

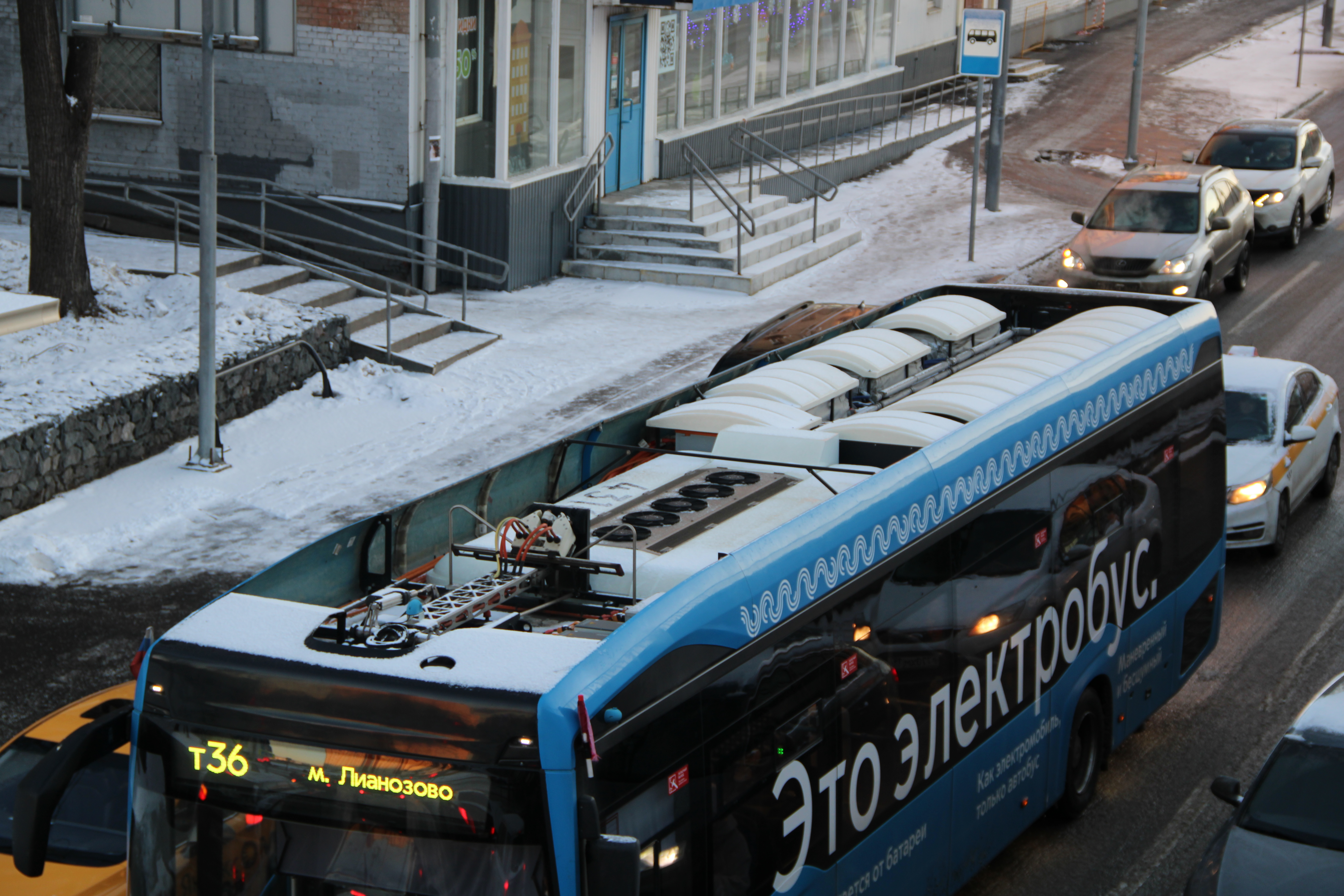
Аккумуляторные батареи и токоприёмник для зарядки

## Модификации

### KAMAZ-6282-121
Модификация оборудована литий-титанатными (LTO) аккумуляторными батареями.

### KAMAZ-6282-123

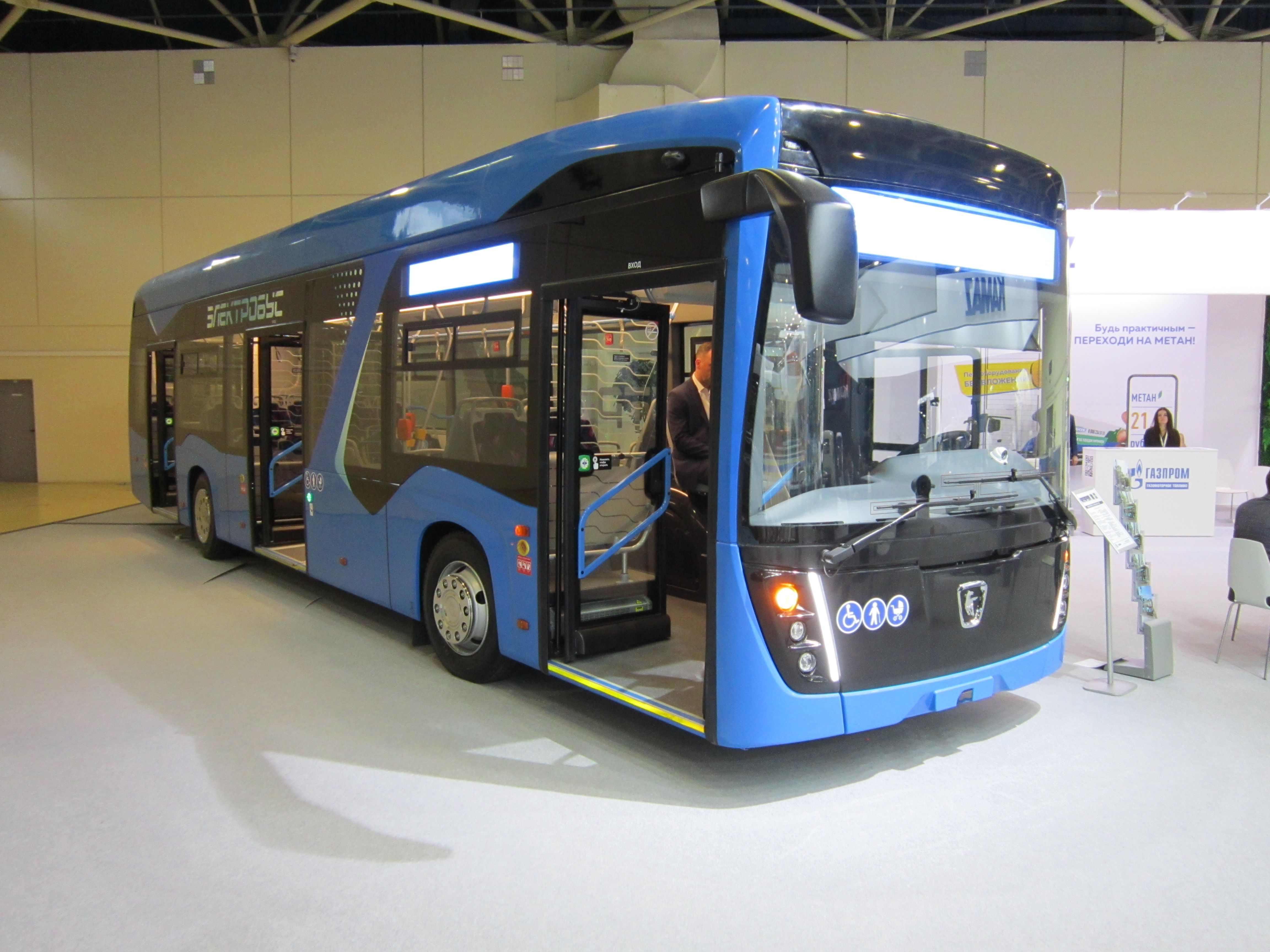
KAMAZ-6282-123 (KAMAZ-6282 ONC) на выставке КомТранс 2023 в Москве

Модификация оборудована литий-никель-марганец-кобальтовыми (NMC) аккумуляторными батареями.

### KAMAZ-62825
Модель является троллейбусом с увеличенным автономным ходом.

### KAMAZ-6290
Низкопольная модель построена на базе электробуса KAMAZ-6282. Электробус с водородными топливными элементами оснащён шестью баллонами для хранения сжатого водорода. При этом баллоны установлены на крыше. В движение новый автобус приводится электропортальным мостом фирмы ZF. Мощность водородной энергоустановки достигает 45 кВт. Максимальная скорость движения машины — 80 км/ч. Помимо этого, КАМАЗ-6290 комплектуется пневматической тормозной системой с EBS, ABS, ASR, EPB, функцией удержания на уклоне, функцией блокировки движения при открытых дверях и датчиком контроля износа тормозных колодок. Также предусмотрено торможение тяговым электромотором с системой рекуперации. Преимуществами водородного электробуса являются экологичность, отсутствие дизельного подогревателя и запас хода, который составляет 250 км.

## Эксплуатация
Серийный выпуск электробуса с зарядкой от полупантографа начат в августе 2018 года. Данная модель открыла систему электробусного движения в Москве 1 сентября 2018 года на маршруте троллейбуса № 73. Любопытно, что первая поездка электробуса на регулярном маршруте с мэром Сергеем Собяниным и группой школьников окончилась провалом: электробус сошёл с линии возле Останкинского пруда, следуя рейсом до 6-го микрорайона Бибирева. До конца 2018 года планировалась поставка 100 электробусов в филиалы Северо-Восточный и Центральный ГУП «Мосгортранс» для перевода части троллейбусных и автобусных маршрутов, определённых в конкурсе. По состоянию на 9 октября 2020 года, в Москву поставлено 500 электробусов в данном исполнении, до недавних пор поставка электробусов с ультрабыстрой зарядкой осуществлялась с задержками, но за последние месяцы завод КАМАЗ нарастил обороты производства. В 2019 году на стенде в Стокгольме (Швеция), организованном совместно с ГУП «Мосгортранс», был представлен электробус КАМАЗ. На этом мероприятии подробно рассказали об основных преимуществах экологически чистого электробуса. Начиная с 2021 года электробусы стали изготавливать на заводе СВаРЗ, первые 20 электробусов уже поступили на Новокосинскую площадку Филиала Восточный, открывать движение электробусы будут на автобусном маршруте т53.
29 декабря 2023 года в Волгодонск поступили 10 электробусов, изначально построенных для Москвы. Изначально город Волгодонск ожидал другие электробусы — «Сириус» от АО «Транс-Альфа». Однако поставка техники была сорвана производителем, и городу Волгодонску пришлось срочно искать нового поставщика. В рамках совместных договорённостей Министерства транспорта Ростовской области и Правительства Москвы 10 готовых, но ещё не поступивших в Москву электробусов были отправлены в Волгодонск.
В 2024 году представлена и запущена в производство рестайлинговая версия электробуса.
| Город            | Год постройки | Количество | Предприятие                                                  | Серийные номера                     |
| ---------------- | ------------- | ---------- | ------------------------------------------------------------ | ----------------------------------- |
| Ростов-на-Дону   | 2018          | 21         | МУП «РТК»                                                    | 3, 1192—1200, 1206, 1209—1207, 1209 |
| Пермь            | 2022—2023     | 16         | МУП «ПермГорЭлектроТранс»                                    |                                     |
| Набережные Челны | 2018          | 3          | ООО ГК «Альтекс»                                             | 4, 5, 8                             |
| Москва           | 2018—2023     | 1141       | ГУП «Мосгортранс»                                            |                                     |
| Уфа              | 2019          | 1          | Троллейбусное депо № 1                                       | 170                                 |
| Курск            | 2023          | 10         | ГУПКО «Курскэлектротранс»                                    |                                     |
| Волгоград        | 2023          | 21         | МУП «Метроэлектротранс»                                      |                                     |
| Волгодонск       | 2023          | 10         | МУП МО «Город Волгодонск» «Городской пассажирский транспорт» |                                     |
| Санкт-Петербург  | 2023          | 1          | СПб ГУП «Пассажиравтотранс»                                  |                                     |
| Луганск          | 2025          | 2          | МУП «Луганскгортранс»                                        |                                     |

Фотогалерея
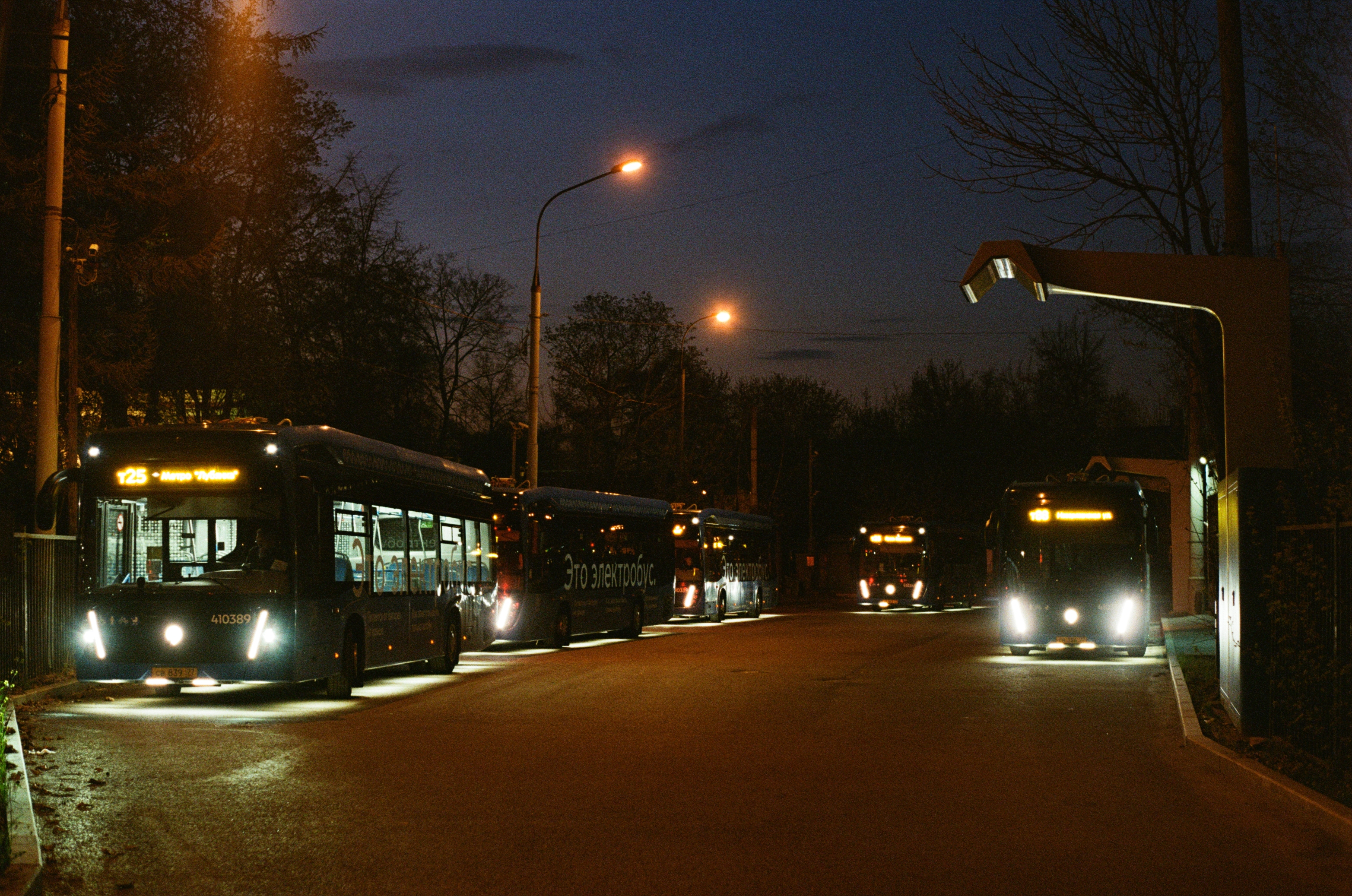
Электробусы ГУП «Мосгортранс» с иллюминацией (2021)
Электробус МУП «Метроэлектротранс» в Волгограде (2023)
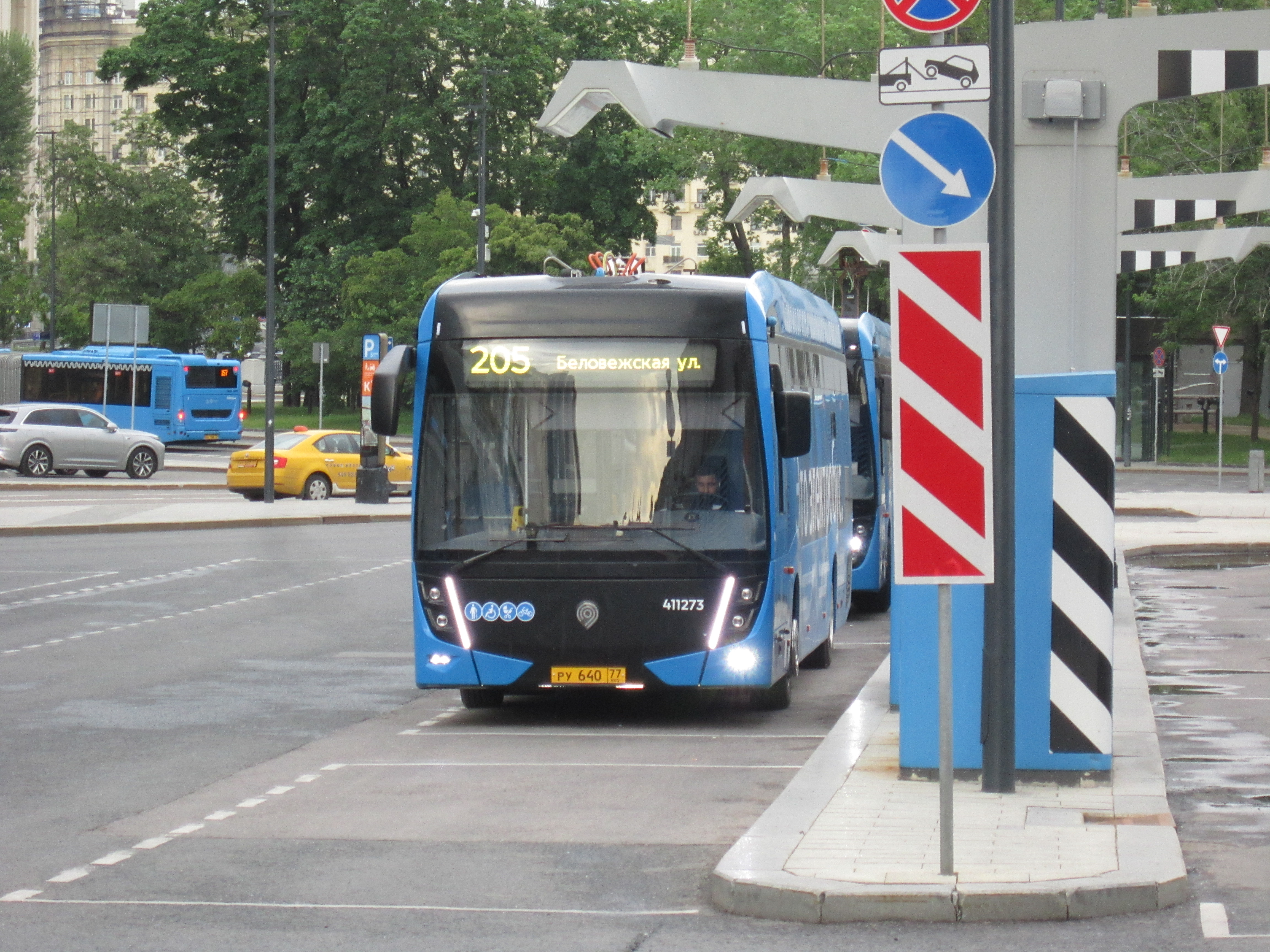
Электробус в рестайлинговой версии 2024 года на зарядке на Площади Киевского Вокзала, Москва (2024)
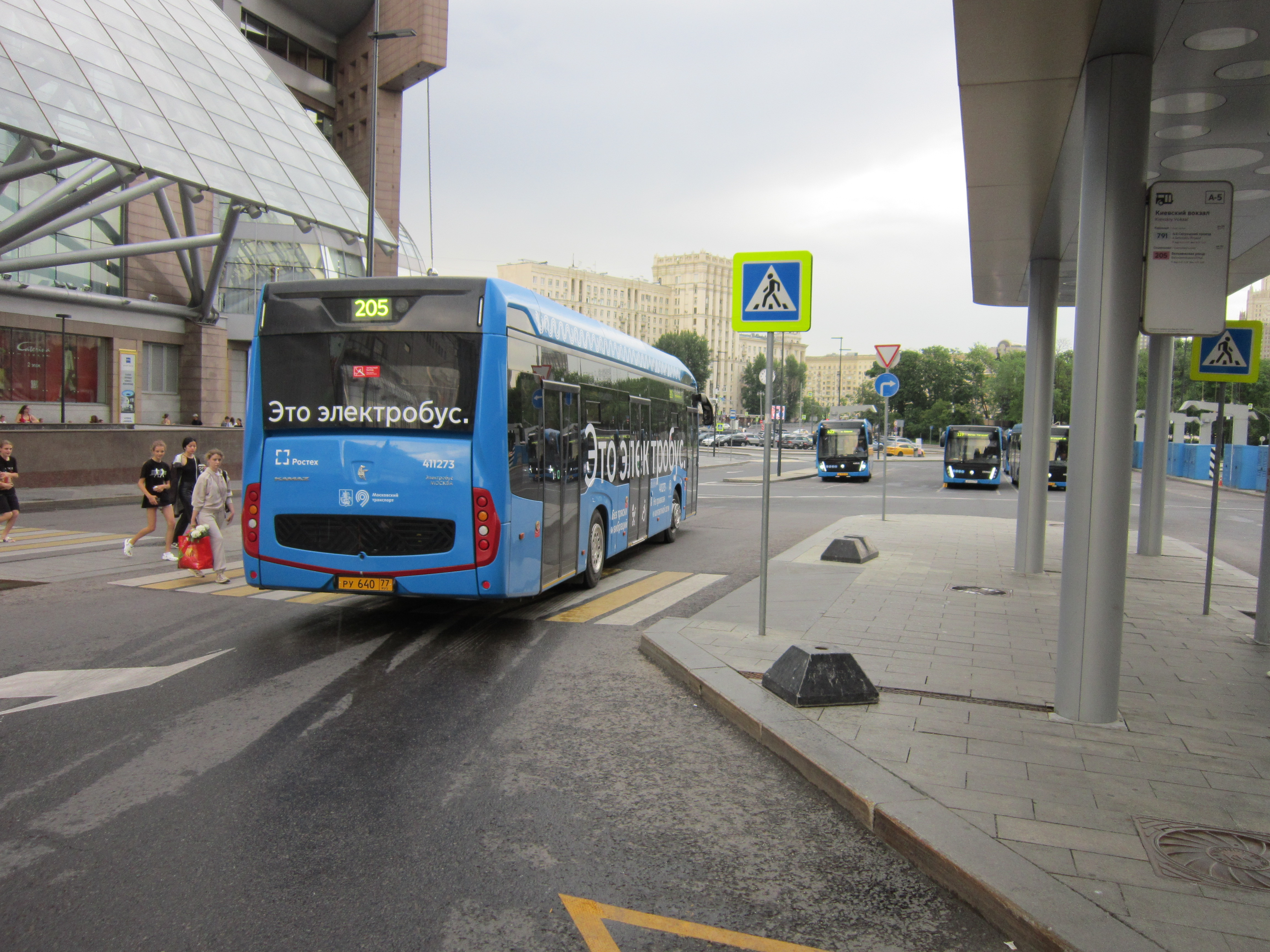
Электробус в рестайлинговой версии 2024 года на Площади Киевского Вокзала, Москва (2024). Вид сзади
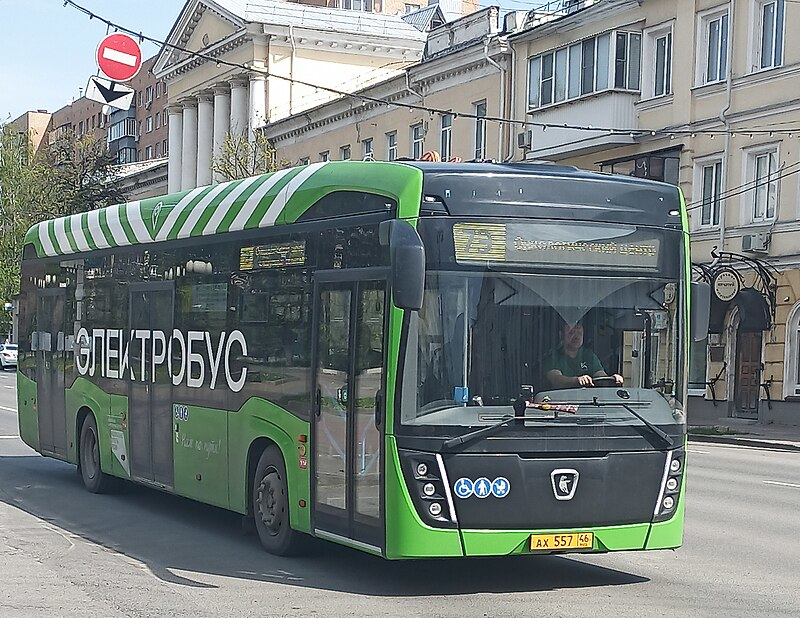
Электробус ГУПКО «Курскэлектротранс» на улице Ленина, Курск (2024)